# Esperanza Rodríguez Cerdán
Esperanza Rodríguez Cerdán (Rascafría, Madrid, 21 de enero de 1892 - Valencia, 1984) fue una maestra republicana española.

## Biografía
Licenciada por la escuela normal de León, Esperanza se inició como maestra en la localidad de Molleda, Principado de Asturias, en 1915. Entre 1929 y 1936 dio clases como maestra de enseñanza primaria en Alameda del Valle (Madrid) y, al estallar la guerra civil se hizo cargo en otoño de ese año de una colonia infantil organizada por el gobierno de la Segunda República Española en Murcia. Al terminar el conflicto trabajaba como miliciana de la cultura en un Hospital Clínico Militar en Benidorm. En marzo de 1939 tuvo que exiliarse primero en Argelia y a partir de 1961 en París.
No regresó a España hasta 1982, muriendo en Valencia dos años después el 17 de julio en la casa familiar.